# Ehrhardt Heinold
Ehrhardt Heinold, auch Wolfgang Ehrhardt Heinold (* 17. Juli 1930 in Neuhausen/Erzgeb.; † 18. Dezember 2020  in Hamburg) war ein Unternehmensberater und Autor mit den Spezialgebieten Buchhandel, Verlagswesen und sächsische Volkskunst.

## Leben
Ehrhardt Heinolds Vater stammte aus dem Freistaat Sachsen und die Mutter aus Magdeburg. Der Sohn verbrachte von 1934 bis 1951 seine Kindheit und Jugendzeit in Dresden. Dort absolvierte er nach dem Abitur eine Lehre als Buchhändler. Im Jahr 1952 wechselte er aus der damaligen DDR in die Bundesrepublik Deutschland.
Seit 1961 wohnte Heinold in Hamburg, wo er bis 1968 als Geschäftsführer im Marion von Schröder Verlag tätig war. Danach begann seine selbstständige Tätigkeit als Unternehmens- und Personalberater im Buchhandel und Verlagswesen.
1967 verlegte Heinold seinen Wohnsitz nach Hardebek, wo er das Grundstück einer ehemaligen Einklassenschule erworben hatte. Die aufgelassene Dorfschule wurde zum Geschäftssitz des Eulenhof Instituts, das sich auf Beratungsleistungen für den Buchhandel und das Verlagswesen spezialisierte.
Nach seinem Rückzug aus der Beratungsbranche um das Jahr 2000 widmete sich Heinold als Fachautor auch der sächsischen Volkskunst sowie Kulturgeschichte.

## Zitat
„Auch in den letzten Jahren im Seniorenstift hatte Ehrhardt Heinold kein Fernsehgerät. Fernsehen hielt er für groben Unfug.“

## Veröffentlichungen (Auswahl)

### Monografien
- Handbuch des Buchhandels. Band II: Verlagsbuchhandel. Verlag für Buchmarkt-Forschung, Hamburg 1975.
- Bücher und Büchermacher. C.F. Müller, Heidelberg 2001.
- Bücher und Buchhändler. Buchhandlungen in der Informationsgesellschaft. UTB Uni-Taschenbücher Verlag, Stuttgart 2001, ISBN 978-3-82522229-1.
  - Neuausgabe: Bücher und Bücherhändler. Bramann Verlag und Beratung, Frankfurt am Main 2007, ISBN 978-3-934054-26-4.
- Erzgebirgisches Brauchtums-ABC. Zusammen mit Alix Paulsen. Husum-Verlag, Husum 2003, ISBN 978-3-89876-061-4.
- Ardäppelsupp und Zwiebelquark, Husum-Verlag, Husum 20082.

### Herausgeberschaften
- Sachsen, wie es lacht. Eine Sammlung sächsischen Humors. Verlag Wolfgang Weidlich, Frankfurt am Main 1968.
- Künstler sehen Schleswig-Holstein. 80 zeitgenössische Künstler. Verlag Wolfgang Weidlich, Frankfurt am Main 1976, ISBN 3-8035-8357-8.
- Künstler sehen Niedersachsen. 80 zeitgenössische Künstler. Zusammen mit Ludwig Schreiner. Verlag Wolfgang Weidlich, Frankfurt am Main 1978, ISBN 978-3-8035-8358-1.
- Typisch sächsisch. Allerlei zum Nachdenken, Schmunzeln und Lachen. Hausbuch des sächsischen Humors. Mit Zeichnungen von Helmut Hellmessen. Verlag Wolfgang Weidlich, Frankfurt am Main 1976, ISBN 3-8035-8567-8.
- Sachsen 1945. Ende und Neubeginn. Erinnerungen von Zeitzeugen. Zusammen mit Günther Großer. Verlag der Nation, Husum 2003, ISBN 978-3-373-00515-5.
- Hellerau leuchtete. Zeitzeugenberichte und Erinnerungen. Zusammen mit Günther Großer. Verlag der Kunst Dresden, Husum 2007, ISBN 978-3-86530-077-5.